# Cenopalpus piger
Cenopalpus piger är en spindeldjursart som beskrevs av Wainstein 1960. Cenopalpus piger ingår i släktet Cenopalpus och familjen Tenuipalpidae. Inga underarter finns listade i Catalogue of Life.